# Быть Астрид Линдгрен
«Быть Астрид Линдгрен» (швед. Unga Astrid) — биографическая, психологическая драма режиссёра Перниллы Фишер Кристенсен, вышедшая на экраны в 2018 году. Фильм основан на истории жизни всемирно известной шведской писательницы Астрид Линдгрен. Главные роли в фильме сыграли Альба Аугуст, Мария Бонневи, Трине Дюрхольм, Хенрик Рафаелсен, Магнус Креппер, Бьёрн Густафссон. Премьера фильма состоялась на 68-м Берлинском международном кинофестивале 21 февраля 2018 года.
Дочь Линдгрен Карин Ниман отказалась сотрудничать со съёмочной группой и восприняла фильм негативно, заметив, что её мать, будь она жива, тоже не одобрила бы его, поскольку он охватывает слишком личный период её жизни.

## Сюжет
Фильм о детстве и юности Астрид Линдгрен, её становлении как популярнейшей детской писательницы. Дети со всего мира пишут письма героине картины уже пожилой Астрид Линдгрен, которая в мыслях возвращается в свою юность в Смоланде, где она счастливо жила в большом доме вместе со своими родителями, братьями и сестрами. Юная Астрид Эрикссон много фантазировала и мечтала писать. По протекции отца девушка попадает в местную газету, редактор которой, харизматичный Блумберг, заметил писательский талант своей стажерки, а также её молодость и острый ум. Он без памяти влюбился в юную Астрид, а она ответила взаимностью. Ситуация сложна тем, что Блумберг женат. Девушка беременеет и, будучи незамужней, вынуждена рожать сына в Копенгагене, в Дании, где ей не нужно раскрывать имя отца ребёнка. Сын Астрид, Ларс, провел свои первые годы жизни в датской приемной семье. Тем временем Астрид работает в Стокгольме, Швеции, в Королевском автомобильном клубе. Всё заработанное девушка отправляет Ларсу и его приёмной матери, Мари. На работе Астрид знакомится со Стуре Линдгреном, который впоследствии становится её мужем. Разлука с сыном причиняет Астрид невыносимую боль. Когда Мари тяжело заболевает, Астрид забирает Ларса в Стокгольм. Мать и сын пытаются сблизиться, однако, это совсем не просто. Но воображение Астрид и её творческий потенциал, склонность к сочинительству постепенно делают свое дело. Астрид завоевывает внимание сына, вовлекая малыша в свой удивительный мир, сочиняет для него удивительные сказки и фантастические истории.

## В ролях
- Альба Аугуст — Астрид Линдгрен[4][5];
- Мария Фал-Викандер — повзрослевшая Астрид Линдгрен;
- Мария Бонневи — Ханна Эрикссон, мама Астрид Линдгрен;
- Трине Дюрхольм — приемная мама Ларса, сына Астрид Линдгрен;
- Хенрик Рафаелсен — Райнхольд Блумберг, отец Ларса, сына Астрид Линдгрен;
- Магнус Креппер — отец Астрид Линдгрен;
- Бьёрн Густафссон — муж Астрид Линдгрен;
- Мира Митчелл — Берта;
- София Каремир — Мадикен

## Производство
Основные съемки проходили в Германии и в Швеции.